# Edward Bellamy
Edward Bellamy (poble de Chicopee Falls, ara part de la ciutat de Chicopee, Massachusetts, 1850 - 1898) fou un escriptor estatunidenc de ciència-ficció. És famós per la seva obra Looking Backward: 2000-1887, publicada el 1888 i ambientada l'any 2000, i que originà nombroses seqüeles. El llibre va tenir un enorme èxit als EUA, arribant al seu temps a ocupar el 3r lloc en la llista de vendes després de La cabana de l'oncle Tom i Ben-Hur: A Tale of the Christ. De família anabaptista, Bellamy plasmà en aquesta novel·la una utopia de caràcter socialista on regna la igualtat i apareixen invents com la targeta de crèdit o el transport instantani de menjar (en un avenç de les compres per Internet). Les seves idees per al progrés foren incorporades per diferents autors marxistes del segle xx, arribant fins i tot a la fundació d'un partit polític amb el seu nom a Holanda.